# Ilia Reingardt
Ilia Andreïevitch Reingardt - en russe : Илья Андреевич Рейнгардт et en anglais : Ilya Reingardt - (né le 8 septembre 2003 à Pavlodar au Kazakhstan) est un joueur professionnel russe de hockey sur glace. Il évolue au poste d'attaquant.

## Biographie

### Carrière en club
Formé au HK Ertis Pavlodar, il poursuit son apprentissage dans les équipes de jeunes du Torpedo Oust-Kamenogorsk puis de l'Avangard Omsk. En 2020, il commence sa carrière junior avec les Omskie Iastreby, équipe junior de l'Avngard dans la MHL. En septembre 2023, il joue ses premiers matchs dans la KHL avec l'Avangard Omsk.

## Statistiques
| Saison    | Équipe          | Ligue |    | Saison régulière | Saison régulière | Saison régulière | Saison régulière | Saison régulière |   | Séries éliminatoires | Séries éliminatoires | Séries éliminatoires | Séries éliminatoires | Séries éliminatoires |
| Saison    | Équipe          | Ligue | PJ | B                | A                | Pts              | Pun              | PJ               | B | A                    | Pts                  | Pun                  |                      |                      |
| 2020-2021 | Omskie Iastreby | MHL   | 43 | 7                | 12               | 19               | 20               | -                | - | -                    | -                    | -                    |                      |                      |
| 2021-2022 | Omskie Iastreby | MHL   | 24 | 8                | 8                | 16               | 4                | 3                | 4 | 0                    | 4                    | 0                    |                      |                      |
| 2022-2023 | Omskie Iastreby | MHL   | 20 | 11               | 9                | 20               | 6                | 17               | 4 | 7                    | 11                   | 8                    |                      |                      |
| 2023-2024 | Avangard Omsk   | KHL   | 19 | 2                | 3                | 5                | 2                | 6                | 0 | 1                    | 1                    | 2                    |                      |                      |
| 2023-2024 | Omskie Krylia   | VHL   | 8  | 3                | 2                | 5                | 2                | -                | - | -                    | -                    | -                    |                      |                      |
| 2023-2024 | Omskie Iastreby | MHL   | 7  | 3                | 3                | 6                | 2                | 1                | 0 | 0                    | 0                    | 2                    |                      |                      |
| 2024-2025 | Avangard Omsk   | KHL   | 41 | 6                | 9                | 15               | 16               | -                | - | -                    | -                    | -                    |                      |                      |
| 2024-2025 | Omskie Krylia   | VHL   | 10 | 0                | 4                | 4                | 2                | -                | - | -                    | -                    | -                    |                      |                      |